# Alex Johnson
Alexander Johnson (né le 7 décembre 1942 à Helena, Arkansas, États-Unis et mort le 28 février 2015 à Détroit, Michigan, États-Unis) est un voltigeur de gauche de la Ligue majeure de baseball. 
Il évolue de 1964 à 1976. Invité au match des étoiles en 1970, il gagne la même année avec les Angels de la Californie le championnat des frappeurs de la Ligue américaine. Il possède le record de franchise pour les coups sûrs en une saison de 1970 à 2000 et est en date de 2014 le seul joueur des Angels à mener la ligue pour la moyenne au bâton.

## Carrière
Alex Johnson pratique dans sa jeunesse le baseball et le football américain. Il reçoit une bourse d'études pour pratiquer le football comme joueur de ligne offensive des Spartans de Michigan State mais repousse l'offre pour signer un contrat professionnel en 1961 avec les Phillies de Philadelphie de la Ligue majeure de baseball. C'est avec les Phillies qu'il débute dans le baseball majeur en 1964. Joueur pour Philadelphie jusqu'en 1965, il s'aligne par la suite avec les Cardinals de Saint-Louis (1966-1967), les Reds de Cincinnati (1968-1969), les Angels de la Californie (1970-1971), les Indians de Cleveland (1972), les Rangers du Texas (1973-1974), les Yankees de New York (1974-1975) et les Tigers de Détroit (1976).
En 1968 pour Cincinnati, Alex Johnson maintient une moyenne au bâton de ,312 en 149 parties jouées et se classe 4e de la Ligue nationale derrière Pete Rose (,335), Matty Alou (,317) et Felipe Alou (,312). Il reçoit le prix du joueur de la Ligue nationale ayant effectué le plus beau retour de l'année.
Il connaît sa meilleure saison en 1970 avec les Angels, alors qu'il gagne le championnat des frappeurs de la Ligue américaine grâce à une moyenne au bâton de ,329. La course se termine à une décimale près, puisque la moyenne de Johnson est d'exactement 0,3289 alors que celle de Carl Yastrzemski des Red Sox de Boston s'élève à 0,3286. Il est cette année-là premier de l'Américaine avec 156 simples et deuxième avec 202 coups sûrs, deux de moins que le meneur Tony Oliva des Twins du Minnesota. Ces 202 coups sûrs représentent alors un record de la franchise des Angels qui ne sera battu qu'en 2000 par Darin Erstad. Johnson demeure en date de 2014 le seul joueur de l'histoire des Angels à avoir mené la ligue pour la moyenne au bâton.
Ces performances valent en 1970 à Johnson sa seule invitation en carrière au match des étoiles et une 8e place au vote annuel désignant le joueur par excellence de la Ligue américaine.
S'il accumule les succès en offensive, Johnson connaît en revanche des ratés en défensive. Au cours de trois saisons différentes, le joueur de champ gauche mène les voltigeurs des majeures pour les erreurs défensives. Même au cours de sa meilleure saison en attaque, en 1970, il est mis à l'amende à plusieurs reprises par les Angels pour ce qui est perçu comme un manque d'effort dans le champ extérieur. 
Dans les premiers mois de la saison 1971, son jeu se fait de plus en plus erratique : il est laissé sur le banc et il accumule des amendes de 3 750 dollars. Ses commentaires au Los Angeles Sentinel, un journal au lectorat majoritairement afro-américain, font grand bruit : il se dit « amer » d'être mal traité par son club en raison, affirme-t-il, de la couleur de sa peau. Un accrochage survient dans le vestiaire avec son coéquipier Chico Ruiz, aussi le parrain de sa fille. Johnson accuse Ruiz de l'avoir menacé d'une arme à feu. Les Angels prétendent enquêter sur l'incident, concluent qu'aucune arme n'est entrée dans le vestiaire et suspendent Johnson sans salaire. Le syndicat des joueurs dépose alors un grief, arguant que Johnson a des problèmes émotionnels et devrait être plutôt placé en arrêt de travail. Le pronostic de santé mentale de Johnson est confirmé par un psychiatre engagé par Marvin Miller, le directeur de l'Association des joueurs, puis un autre engagé par les Angels. Il est alors révélé que les Angels avaient menti, que Johnson avait bel et bien été menacé d'une arme à feu. Un arbitre ordonne alors au club de payer 29 970 dollars à Johnson, moins les amendes reçues pour son jeu médiocre. La décision fait jurisprudence dans le milieu du baseball, qui traitait alors les problèmes personnels et de santé mentale différemment des problèmes de santé physique.
Alex Johnson dispute 1 322 matchs en 13 saisons dans le baseball majeur et sa moyenne au bâton se chiffre à ,288 grâce à 1 331 coups sûrs, dont 180 doubles, 33 triples et 78 circuits. Il compte 550 points marqués, 525 points produits et 113 buts volés. 
Johnson meurt à Détroit des suites d'un cancer de la prostate le 28 février 2015 à l'âge de 72 ans.